# Pholcoides erebus
Espèce
Pholcoides erebus est une espèce d'araignées aranéomorphes de la famille des Filistatidae.

## Distribution
Cette espèce est endémique du Tibet en Chine,. Elle se rencontre dans le xian de Markam.

## Description
Le mâle holotype mesure 6,82 mm.

## Systématique et taxinomie
Cette espèce a été décrite par Lin et Li en 2022.

## Publication originale
- Lin, Zhao, Koh & Li, 2022 : « Taxonomy notes on twenty-eight spider species (Arachnida: Araneae) from Asia. » Zoological Systematics, vol. 47, no 3, p. 198-270 (texte intégral).